# Natalija Hryhorjewa
Natalija Hryhorjewa (ukrainisch Наталія Григорьєва, engl. Transkription Nataliya Hryhoryeva, russisch Наталья Григорьева – Natalja Grigorjewa – Natalya Grigoryeva; * 3. Dezember 1962 in Ischimbai, Baschkortostan) ist eine ehemalige ukrainische Hürdenläuferin, deren Spezialdisziplin der 100-Meter-Hürdenlauf war.
Für die Sowjetunion startend wurde sie bei den Olympischen Spielen 1988 in Seoul Vierte und gewann 1991 Bronze bei den Leichtathletik-Weltmeisterschaften in Tokio.
1992 wurde sie des Dopings überführt.
1996 startete sie für die Ukraine bei den Olympischen Spielen in Atlanta, schied aber im Viertelfinale aus.
Im Freien wurde sie 1988 und 1990 sowjetische Meisterin über 100 m Hürden, in der Halle 1987 über 60 m Hürden.

## Persönliche Bestzeiten
- 60 m Hürden (Halle): 7,85 s, 4. Februar 1990, Tscheljabinsk
- 100 m Hürden: 12,39 s, 11. Juli 1991, Kiew